# Marjan van Dulmen
Maria Allegonda van Dulmen, detta Marjan ('s-Hertogenbosch, 24 maggio 1964), è un'ex cestista olandese.

## Carriera
Con i Paesi Bassi ha disputato i Campionati europei del 1989.